# Falkville (Alabama)
Falkville é uma cidade  localizada no estado americano do Alabama, no Condado de Morgan.

## Demografia
Segundo o censo americano de 2000, a sua população era de 1202 habitantes.
Em 2006, foi estimada uma população de 1185, um decréscimo de 17 (-1.4%).

## Geografia
De acordo com o United States Census Bureau, a localidade tem uma área de 9,5 km², sem área coberta por água. Falkville localiza-se a aproximadamente 337 m acima do nível do mar.

## Localidades na vizinhança
O diagrama seguinte representa as localidades num raio de 24 km ao redor de Falkville.